# Epinephelus chabaudi
Epinephelus chabaudi, tên thông thường là Moustache grouper (cá mú ria mép), là một loài cá biển thuộc chi Epinephelus trong họ Cá mú. Loài này được mô tả lần đầu tiên vào năm 1861.

## Phân bố và môi trường sống
E. chabaudi có phạm vi phân bố tương đối rộng rãi ở Tây Ấn Độ Dương. Ở Đông Phi, loài này được tìm thấy tại vùng ranh giới Somalia và Kenya, và từ Trung Mozambique đến tỉnh KwaZulu-Natal, Nam Phi. Nó cũng đã được ghi nhận ở tây nam Ấn Độ, Oman và Seychelles. Cá trưởng thành sống xung quanh các rạn san hô và các bãi đá ngầm ở độ sâu khoảng từ 9 đến 400 m; cá con sống ở vùng nước nông hơn, trong các vịnh, rừng ngập mặn, đầm phá và cửa biển.

## Mô tả
E. chabaudi trưởng thành có chiều dài cơ thể lớn nhất đo được là 137 cm. Thân thuôn dài, hình bầu dục. Màu sắc của chúng thay đổi tùy thuộc vào kích thước và độ sâu khi được chụp ảnh. Cơ thể cá lớn (khoảng 88 – 115 cm) có màu nâu sẫm; cổ họng màu xám hồng; không có bất kỳ một vệt đốm nào. Cá nhỏ hơn (< 35 cm) có màu nâu xám với các dải sọc màu nâu sẫm; màu xám nhạt ở vùng thân dưới, với ba vạch đen giữa vây lưng và đường bên. Đốm đen ở trên cuống đuôi.
Số gai ở vây lưng: 11; Số tia vây mềm ở vây lưng: 13 - 15; Số gai ở vây hậu môn: 3; Số tia vây mềm ở vây hậu môn: 8 - 9; Số tia vây mềm ở vây ngực: 17 - 18; Số vảy đường bên: 62 - 69.
Thức ăn của E. chabaudi là các loài cá nhỏ hơn, động vật thân mềm và động vật giáp xác. Chúng được đánh bắt trong nghề cá và câu cá giải trí.